# Señorita Panamá
Señorita Panamá o Miss Panamá es el nombre utilizado para designar a las representantes de belleza de Panamá a los certámenes de belleza internacional tales como Miss Universo y Miss Internacional. La ganadora del Señorita Panamá representa al país en Miss Universo.
El primer certamen nacional fue Miss Panamá, celebrado de 1952 a 1987. En 1982, Señorita Panamá fue creado como una alternativa para enviar a sus ganadoras para el concurso de Miss Mundo en Londres.
Después de 33 años, el concurso Señorita Panamá, organizado por la Corporación MEDCOM, se suspendió. Durante cinco años, MEDCOM cedió los derechos de producción del concurso nacional bajo el nombre Miss Panamá. A partir del 2016 el concurso retoma su nombre emblemático y vuelve a llamarse «Señorita Panamá», bajo la dirección del periodista y empresario César Anel Rodríguez y la Miss Universo 2002 de Panamá, Justine Pasek, hasta su salida en diciembre de 2017.
Organización Señorita Panamá, empresa productora y propietaria del llamado Concurso Nacional de la Belleza, plataforma que integra casi una decena de licencias internacionales, entre ellas el Miss Universo, Miss Internacional y Miss Supranacional, tres de los cinco concursos de belleza más importantes. Actualmente, el certamen Señorita Panamá elige a las representantes panameñas que compiten a nivel internacional así como franquicias menores tales como Reinado Internacional del Café, Miss Continentes Unidos y Reina Hispanoamericana.
De 2022 a 2023, una nueva organización se hizo cargo de la selección adquiriendo los derechos del nombre "Miss Panamá", seleccionando a la candidata para representar a Panamá en Miss Universo bajo la dirección de Ricardo Canto. (no debe confundirse con Señorita Panamá)

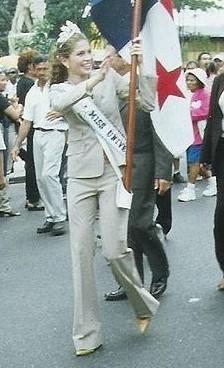
Justine Pasek, Miss Universo 2002

## Participación internacional
Panamá ha sido representado en diversos concursos internacionales. Esto incluye Miss Mundo, Miss Universo, Miss Earth Miss Grand International, Miss Supranacional y Miss Internacional
El país ha ganado tres títulos internacionales: Miss Internacional 1998, Miss Universo 2002 y Miss Supranacional 2010. Lía Victoria Borrero González ganó el Miss Internacional 1998, mientras que Justine Pasek, que representó a Panamá en Miss Universo 2002, ganado por defecto cuando se reemplazó la ganadora destronada Oxana Fedorova de Rusia y Karina Pinilla ganó el Miss Supranacional en Polonia en donde también se llevó el premio al Mejor Traje Típico.
| Italy Johan Peñaloza Mora | Karol Esther Rodríguez | Linette Marie Clément Marciaga | Nicole Castillero |

Panamá no ha ganado el título de Miss Mundo y Miss Tierra. El país tiene 4 semifinalistas y 2 finalistas en Miss Mundo con Lorelay de la Ossa en el Miss Mundo 1979, Marissa Burgos Canalias en Miss Mundo 1983, María Lorena Orillac Giraldo en Miss Mundo 1986 y Nadege Herrera en Miss Mundo 2009, Maricely González en Miss Mundo 2012 y Solaris Barba en Miss Mundo 2018 esta última ganando para Panamá por primera vez el título de Miss Mundo América, La Clasificación más alta del país en Miss Tierra fue alcanzado por Stefanie de Roux, que terminó entre las ocho primeras finalistas en el Miss Tierra 2006

### Provincias oficiales
- Bocas del Toro
- Chiriquí
- Veraguas
- Herrera
- Los Santos
- Coclé
- Colón
- Darién
- Panamá Oeste
- Panamá Centro

### Regiones oficiales
- Panamá Este (Parte Este de la Provincia de Panamá).
- Chiriquí Occidente
- Comarcas
- Barro Colorado
- Contadora
- Flamenco
- Isla del Rey
- Isla San José
- Panamá Norte
- Taboga
- Coiba
- Portobelo
- Costa Atlántica
- Riviera Pacífica
- Riviera del Canal

Panamá Este es una región de la Provincia de Panamá. Chiriquí Occidente también es una región de la provincia de Chiriquí. En 2017 se agregaron 7 nuevas regiones: Barro Colorado, Contadora, Flamenco, Isla del Rey, Isla San José, Taboga y Panamá Norte, esta última segregada de la región de Panamá Centro. En 2019, César Anel Rodríguez, director del Señorita Panamá dio a conocer 4 nuevas regiones: Costa Atlántica, Costa Pacífica, Coiba y Portobelo, aumentando el número de regiones a 24. 
En conjunto, estas 24 regiones constituyen la "base" actual del concurso Señorita Panamá / Miss Panamá.

#### Ranking regional
| Títulos | Región             | Año ganado |
| 29      | Panamá Centro      | 1954 1971 1973 1974 1975 1976 1978 1979 1981 1982 1983 1984 1985 1990 1991 1993 1994 1995 1998 2000 2001 2002 2003 2005 2006 2008 2012 2016 2021 |
| 09      | Los Santos         | 1953 1966 1977 1987 1996 2004 2009 2015 2023 |
| 05      | Veraguas           | 1970 1986 1992 2010 2013 |
| 03      | Colón              | 1965 1980 1997 |
| 03      | Herrera            | 1967 2011 2022 |
| 02      | Darién             | 2007 2014 |
| 02      | Coclé              | 1952 1964 |
| 01      | Riviera del Canal  | 2024 |
| 01      | Panamá Este        | 2020 |
| 01      | Isla Flamenco      | 2019 |
| 01      | Comarcas           | 2018 |
| 01      | Contadora          | 2017 |
| 01      | Chiriquí           | 1999 |
| 0       | Panamá Oeste       | |
| 0       | Bocas del Toro     | |
| 0       | Chiriquí Occidente | |

## Ganadoras del certamen
Desde 1952 año en que se funda el Miss Panamá hasta 1987 hubo 25 Misses en 25 años que se realizó el centamen a pesar de los tres periodos en que no se realizó el concurso. Y de 1990 hasta 2006 y del 2008 a la actualidad la corrección sucedió en el 2007 cuando no se realizó el concurso, respectivamente. La ganadora del Señorita Panamá 2006 representó a Panamá en el Miss Mundo 2006.
En todos los años las ganadoras fueron elegidas por un jurado durante el acto de coronación excepto en 2007, Sorangel Matos y 2020, Carmen Isabel Jaramillo. Matos fue nombrada directamente por los entonces dueños de la Licencia Miss Universo en Panamá, (Corporación MEDCOM) bajo la figura de Derecho Susesorio, al ser la Primera Finalista de la Edición 2006, y representó a Panamá en el Miss Universo 2007 celebrado en México.
Por su parte Carmen Isabel Jaramillo, quien había alcanzado la posición de Primera Finalista en la Edición 2019 del concurso Señorita Panamá, fue anunciada mediante comunicado del Presidente del Concurso Señorita Panamá como la nueva Señorita Panamá y representante al Miss Universo 2020, basado en el mismo principio de Derecho Sucesorio. El anuncio se da en medio de la crisis sanitaria del COVID-19, que imposibilitó la realización del evento de belleza en Panamá para ese año. Esto debido a que en el país están prohibidas las aglomeraciones y movilidad de las personas a causa de la Pandemia.
En cuanto a estas participaciones las reglas han cambiado durante los años, y se utiliza un sistema de jerarquía basado en la importancia de los concursos internacionales. Así, la ganadora del Miss Universo participa en el Miss Universo, y las ganadoras de los otros puestos del cuadro final en Miss International, Miss Grand International y Miss Supranacional . Ellas mismas u otras finalistas participan en concursos menores alrededor del mundo, lo cual es totalmente a discreción de la organización.
En el 2012 se entregaron 4 coronas las cuales todas son consideradas ganadoras. Para el 2013 a 2014 se tienen 3 coronas Universo, Mundo y Intercontinental.
De 2016 a 2018 el certamen Señorita Panamá selecciona las representantes a Miss Universo, Miss Internacional, Miss Continentes Unidos y Reina Hispanoamericana. Desde el año 2019 integra el Miss Grand International y desde 2020 el Miss Supranational.
Para 2022 el certamen Señorita Panamá selecciona las representantes a Miss Internacional, Miss Continentes Unidos y Reina Hispanoamericana. Desde 2024 la Organización adquiere nuevamente la franquicia de Miss Universo y Miss Supranacional.
De 2022 a 2023 el certamen Miss Panamá seleccionó la representante a Miss Universo.

## Concurso Nacional de la Belleza

### Historia
El Concurso Nacional de la Belleza, nació en 1952, cuando se recibió una invitación de las autoridades de turismo para seleccionar una concursante con el propósito publicitario de enviar a una representante panameña al concurso Miss Universo, en California, Estados Unidos, el cual había sido creado ese mismo año por la empresa Pacific Mills para promocionar su marca de bikinis Catalina.
Tras dos interrupciones causadas una debido a protestas de la Iglesia en 1977, Carolina Chiari (Miss Panamá 1976) adquirido los derechos del concurso proyectándolo también para formato de televisión. Cabe destacar que la marca Miss Panamá desde el 2009 fue registrada nuevamente pero a nombre de otra reina de belleza que tomó la decisión de rescatar el certamen Señorita Panamá pero esta vez con la marca registrada por su persona es decir por Marisela Moreno (Miss Panamá Mundo 1995), quien desde el 28 de diciembre del 2009 es la presidenta y Fundadora de Organización Miss Panamá S.A.  antes en los años 70 La ganadora del certamen iba a Miss Universo y la primera finalista a Miss Mundo, hasta el año 1980. Durante la década de los 1980, el concurso fue transmitido y promovido por el Canal 2, que era la red oficial del gobierno, dando lugar a interminables rumores acerca de los asuntos entre las reinas de belleza y figuras de autoridad. La última edición de Miss Panamá se llevó a cabo 1987, cuando el país entró en la crisis política y financiera que terminó con la detención del general Manuel Antonio Noriega.
Más adelante el Canal de Televisión RPC retomó el certamen invirtiendo en imagen, y el certamen se llama Señorita Panamá ya que la marca en ese momento estaba registrada por otra persona. Desde que Señorita Panamá lo toma RPC televisión el concurso tomó un gran auge y muchas panameñas hacían filas por estar dentro del certamen ya que era una gran producción televisiva. Más adelante RPC y otro Canal que era su competencia es decir TELEMETRO hacen una fusión a finales de los 90 y principios del 2000, en ese momento El certamen pasa a la pantalla TELEMETRO y el norte del canal no estaba dirigido hacia los programas de Televisión de Imagen ya que había una competencia de audiencia y los canales dirigieron sus presupuestos a otro tipo de Programación más comercial. Esto impacto radicalmente en el presupuesto del proyecto Señorita Panamá y poco a poco la producción del certamen se hizo más pequeña hasta convertirla en un reality show, formato a nivel internacional muy popular.  Sin embargo para finales del 2010 Marisela Moreno hace un convenio con la Corporación Medcom y crea Organización Miss Panamá y además en su primer año, es decir en Miss Panamá 2011, recibe la franquicia de Miss Mundo, franquicia que había perdido el canal de Medcom, trabajo que realizan hasta el 1 de abril de 2016.

### Ganadoras
- Ganadora
- Finalista
- Semifinalista

| Año       | Ganadora                | Título oficial | Concurso internacional | Clasificación | Notas                                               |
| --------- | ----------------------- | -------------- | ---------------------- | ------------- | --------------------------------------------------- |
| 1952      | Elzibir Gisela Malek    | Miss Panamá    | Miss Universo          |               |                                                     |
| 1953      | Emita Arosemena Zubieta | Miss Panamá    | Miss Universo          | Semifinalista |                                                     |
| 1954      | Liliana Torre           | Miss Panamá    | Miss Universo          | Semifinalista |                                                     |
| 1955–1963 | no concursó             | Miss Panamá    | Miss Universo          |               | Cancelado debido a protestas de la Iglesia católica |
| 1964      | Maritza Montilla        | Miss Panamá    | Miss Universo          |               |                                                     |
| 1965      | Sonia Inés Ríos         | Miss Panamá    | Miss Universo          |               |                                                     |
| 1966      | Dionisia Broce          | Miss Panamá    | Miss Universo          |               |                                                     |
| 1967      | Mirna Norma Castillero  | Miss Panamá    | Miss Universo          |               |                                                     |
| 1967      | Carlota Lozano          | 1.ª Finalista  | Miss Mundo             |               |                                                     |
| 1968–1969 | no concursó             | Miss Panamá    | Miss Universo          |               |                                                     |
| 1970      | Berta López Herrera     | Miss Panamá    | Miss Universo          |               |                                                     |
| 1970      | Gladys Isaza            | Miss Panamá    | Miss Universo          |               |                                                     |
| 1970      | María de Lourdes Rivera | 1.ª Finalista  | Miss Mundo             |               |                                                     |
| 1972      | no concursó             | Miss Panamá    | Miss Universo          |               |                                                     |
| 1973      | Janine Lizuaín          | Miss Panamá    | Miss Universo          |               |                                                     |
| 1974      | Jazmín Nereida Panay    | Miss Panamá    | Miss Universo          | Semifinalista |                                                     |
| 1975      | Anina Horta Torrijos    | Miss Panamá    | Miss Universo          |               |                                                     |
| 1976      | Carolina Chiari         | Miss Panamá    | Miss Universo          |               |                                                     |
| 1977      | Marina Valenciano       | Miss Panamá    | Miss Universo          |               |                                                     |
| 1977      | Anabelle Vallarino      | 1.ª Finalista  | Miss Mundo             |               |                                                     |
| 1978      | Diana Leticia Conte     | Miss Panamá    | Miss Universo          |               |                                                     |
| 1979      | Yahel Dolande           | Miss Panamá    | Miss Universo          |               |                                                     |
| 1979      | Lorelay de la Ossa      | 1.ª Finalista  | Miss Mundo             | Semifinalista |                                                     |
| 1980      | Gloria Karamañites      | Miss Panamá    | Miss Universo          | Semifinalista |                                                     |
| 1980      | Áurea Horta Torrijos    | 1.ª Finalista  | Miss Mundo             |               |                                                     |
| 1981      | Ana María Henríquez     | Miss Panamá    | Miss Universo          |               |                                                     |
| 1982      | Isora Moreno            | Miss Panamá    | Miss Universo          |               |                                                     |
| 1983      | Elizabeth Bylan         | Miss Panamá    | Miss Universo          |               |                                                     |
| 1984      | Cilinia Prada Acosta    | Miss Panamá    | Miss Universo          |               | Ganó Miss Asia Pacific 1987                         |
| 1985      | Janett Vásquez          | Miss Panamá    | Miss Universo          |               |                                                     |
| 1986      | Gilda García López      | Miss Panamá    | Miss Universo          |               | Mejor Traje Nacional                                |
| 1987      | Gabriela Deleuze Ducasa | Miss Panamá    | Miss Universo          |               |                                                     |

## Miss Panamá (de 2011 al 2015)
En el 2010 la organización corporación MEDCOM cedió los derechos del concurso Señorita Panamá a la ex Señorita Panamá-Mundo (1995) Marisela Moreno, quien sería la responsable de elegir a las representante de Panamá en los concursos Miss Universo y Miss Mundo entre otras coronas, entre los años 2011 y 2015. Marisela Moreno adquirió los derechos de la marca Miss Panamá, llamando al certamen una vez más con este nombre, con un formato de elección similar al que poseían las competencias nacionales anteriores, dejando a un lado los reality Shows.
El certamen Miss Panamá se realizaba entre los meses de abril o mediados de mayo, tras unos tres meses de eventos preliminares como el Consejo de Misses (o la Pasarela de Misses), en el cual las aspirantes se presentan a la prensa y reciben premios y bandas por parte de los patrocinadores. Como empresa filial del grupo de empresas Medcom, Telemetro se encarga de la transmisión en vivo del espectáculo, que normalmente incluye presentaciones de renombrados artistas nacionales e internacionales.
Cabe destacar que Marisela Moreno decidió cambiar la metodología de escogencia del certamen, haciendo el certamen de Miss Panamá Mundo aparte de la elección de las demás representantes, ya que el certamen Miss World así se lo pedía por contrato y además tiene una metodología diferente a los otros certámenes, haciendo mucho hincapié en el eslogan Belleza con Propósito.  Es por eso que Marisela Moreno trabajó con la Fundación Pesebre, que trabaja con niños en riesgo social.
Las aspirantes eran seleccionadas por medio de cástines regionales o directamente por la Organización Miss Panamá, que decidía el número final de candidatas de cada edición del certamen. Normalmente se seleccionaba una candidata por cada una de las 10 provincias de Panamá, pero el número llegó hasta 16 candidatas debido a la costumbre de incluir regiones geográficas de importancia como Chiriquí Occidente, Panamá Este - Oeste y Panamá Centro. Sin embargo, esto no significa que las concursantes fuesen de esas provincias o zonas, ya que las bandas eran designadas por la organización del certamen.
La edición del certamen de 2011, se llevó a cabo en el Teatro Anayansi Centro de Convenciones Atlapa. Producido por la empresa de la que Marisela Moreno es copropietaria, EMOTION TV AD & FILMS. En el 2011 el certamense hace nuevamente de forma majestuosa recordando los años de grandes producciones (década de 1990), en el Teatro Anayansi en donde cantó la Miss Universo 2003 Amelia Vega y se rindió homenaje a la primera Miss Panamá.
En 2012 el certamen se hace a finales de marzo, en una noche de verano en las Terrazas del Hotel Riu Plaza Panamá, en donde todos los invitados deberían asistir vestidos de blanco, en esta edición estuvo de jurado la Miss Universo 2010 Ximena Navarrete de México y también entre 
los artistas estuvo Sergio Vargas, que puso a bailar al público. El evento fue transmitido en vivo por Telemetro
En 2013 el certamen se realiza en el Teatro Anayansi de ATLAPA, en esta ocasión inspirado en el Circo de Soleil con malabaristas, un show mucho más teatral. El evento fue transmitido en vivo por Telemetro.

### Ganadoras
- Ganadora
- Finalista
- Semifinalista

| Año  | Ganadoras                              | Título oficial                             | Provincia      | Concurso internacional              | Clasificación                      | Notas |
| ---- | -------------------------------------- | ------------------------------------------ | -------------- | ----------------------------------- | ---------------------------------- | --- |
| 2011 | Sheldry Sáez Bustavino                 | Miss Panamá Universo                       | Herrera        | Miss Universo 2011                  | Top 10.                            | - Mejor Traje Nacional o Fantasía |
| 2011 | Irene Del Carmen Núñez Quintero        | Miss Panamá Mundo                          | Veraguas       | Miss Mundo 2011                     | Posición 34                        | - Finalista en Deportes y Belleza Playera |
| 2012 | Stephanie Marie Vander Werf Lobato     | Miss Panamá Universo                       | Panamá Centro  | Miss Universo 2012                  | Posición 21                        | - 8.º lugar en Traje Nacional o Fantasía |
| 2012 | Maricely del Carmen González Pomares   | Miss Panamá Mundo                          | Bocas del Toro | Miss Mundo 2012                     | Top 30                             | - Finalista de Talento (Top 5) y luego fue Virreina de Miss Continente Americano 2012                                                           |
| 2012 | Karen Elena Jordán Beitia              | Miss Panamá Internacional                  | Chiriquí       | Miss Internacional 2012             |                                    | |
| 2012 | Ana Lorena Ibáñez Carles               | Miss Tierra Panamá                         | Coclé          | Miss Tierra 2012                    |                                    | |
| 2013 | Carolina Del Carmen Brid Cerrud        | Miss Panamá Universo                       | Veraguas       | Miss Universo 2013                  |                                    | |
| 2013 | Virginia Isabel Hernández Milachay     | Miss Panamá Mundo                          | Panamá Centro  | Miss Mundo 2013                     |                                    | - Finalista en Deportes (Top 20) y Finalista de Talento (Top 12)                                                                                |
| 2013 | Sara del Carmen Bello Herrera          | Miss Panamá Intercontinental               | Los Santos     | Miss Intercontinental 2013          | Top 15 (Sexta finalista)           | - Mejor Traje Típico |
| 2013 | María Gabrielle Sealy Rivera           | Miss Panamá Unidos                         | Panamá Centro  | Miss Continentes Unidos 2013        | 4.ª Finalista                      | |
| 2013 | Yulieth Sánchez Solís                  | Miss Panamá Mesoamérica                    | Herrera        | Miss Mesoamérica 2013               | Virreina                           | - Miss Fotogenica |
| 2014 | Yomatzy Maurineth Hazlewood De La Rosa | Miss Universo Panamá                       | Darién         | Miss Universo 2014                  |                                    | |
| 2014 | Raiza Patricia Erlenbaugh Soriano      | Miss Mundo Panamá                          | Panamá Centro  | Miss Mundo 2014                     | Destronada                         | Erlenbaugh fue destronada por la Organización Miss Panamá en noviembre 12, fue reemplazada por Nicole Pinto quien no pudo llegar a semifinales. |
| 2014 | Stephanie Paulette González            | Miss Intercontinental Panamá               | Los Santos     | Miss Intercontinental 2014          |                                    | - Mejor Traje Típico |
| 2014 | Nicole Pinto                           | Miss América Latina del Mundo Panamá       | Panamá Oeste   | Miss América Latina del Mundo 2014  | Miss América Latina del Mundo 2014 | - Representó a Panamá en Miss Mundo 2014 |
| 2015 | Diana Doris Jaén Ortega                | Miss Mundo Panamá                          | Coclé          | Miss Mundo 2015                     |                                    | |
| 2015 | Gladys Del Carmen Brandao Amaya        | Miss Universo Panamá                       | Los Santos     | Miss Universo 2015                  |                                    | - 2.ª finalista Mejor Traje Típico |
| 2015 | Catherine Argelia Agrazal Pinilla      | Miss Panamá Reinado Internacional del Café | Veraguas       | Reinado Internacional del Café 2016 |                                    | |

## Miss Panamá (de 2022 a 2023)
En 2022 la organización Señorita Panamá perdió los derechos de selección del certamen Miss Universo. Ricardo Canto sería el nuevo encargado de elegir a la representante de Panamá en el concurso de Miss Universo. Canto adquirió los derechos del ex concurso Miss Panamá llamado una vez más, y además se fusionó con la organización Miss Universo Panamá con un formato de elección similar al que poseía el anterior certamen nacional.

### Ganadoras
- Ganadora
- Finalista
- Semifinalista

| Año  | Ganadoras                    | Título oficial       | Provincia  | Concurso internacional | Clasificación | Notas |
| ---- | ---------------------------- | -------------------- | ---------- | ---------------------- | ------------- | ----- |
| 2023 | Natasha Lineth Vargas Moreno | Miss Panamá Universo | Los Santos | Miss Universo 2023     | No clasificó  |       |

## Señorita Panamá

### Historia

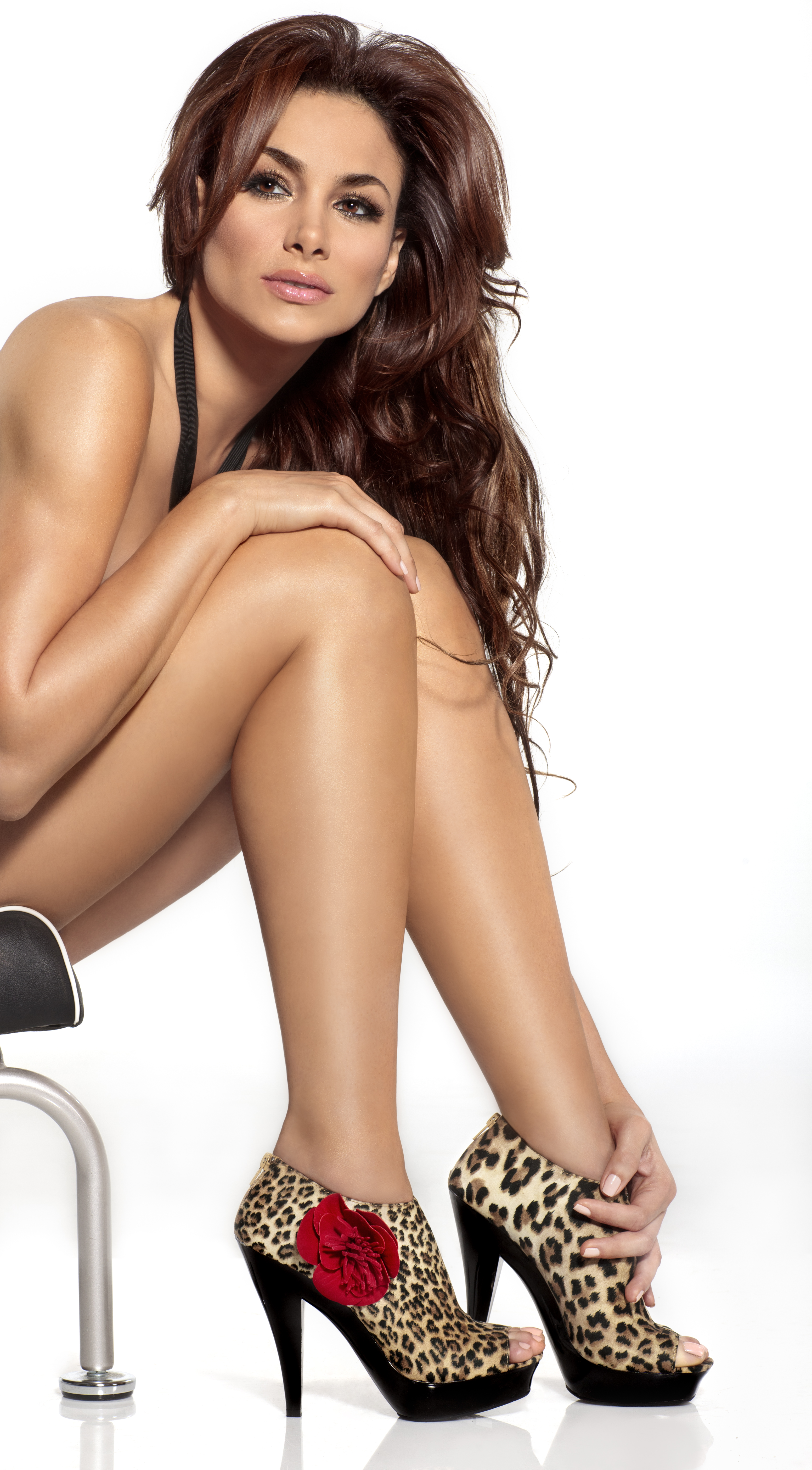
Patricia de León, Señorita Panamá para Miss Hispanidad 1995

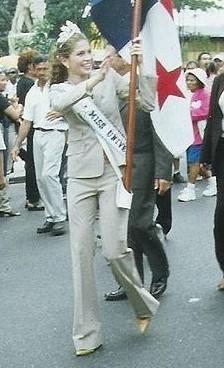
Justine Pasek, Señorita Panamá 2001

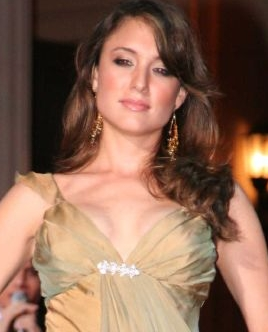
Stefanie de Roux, Señorita Panamá 2002

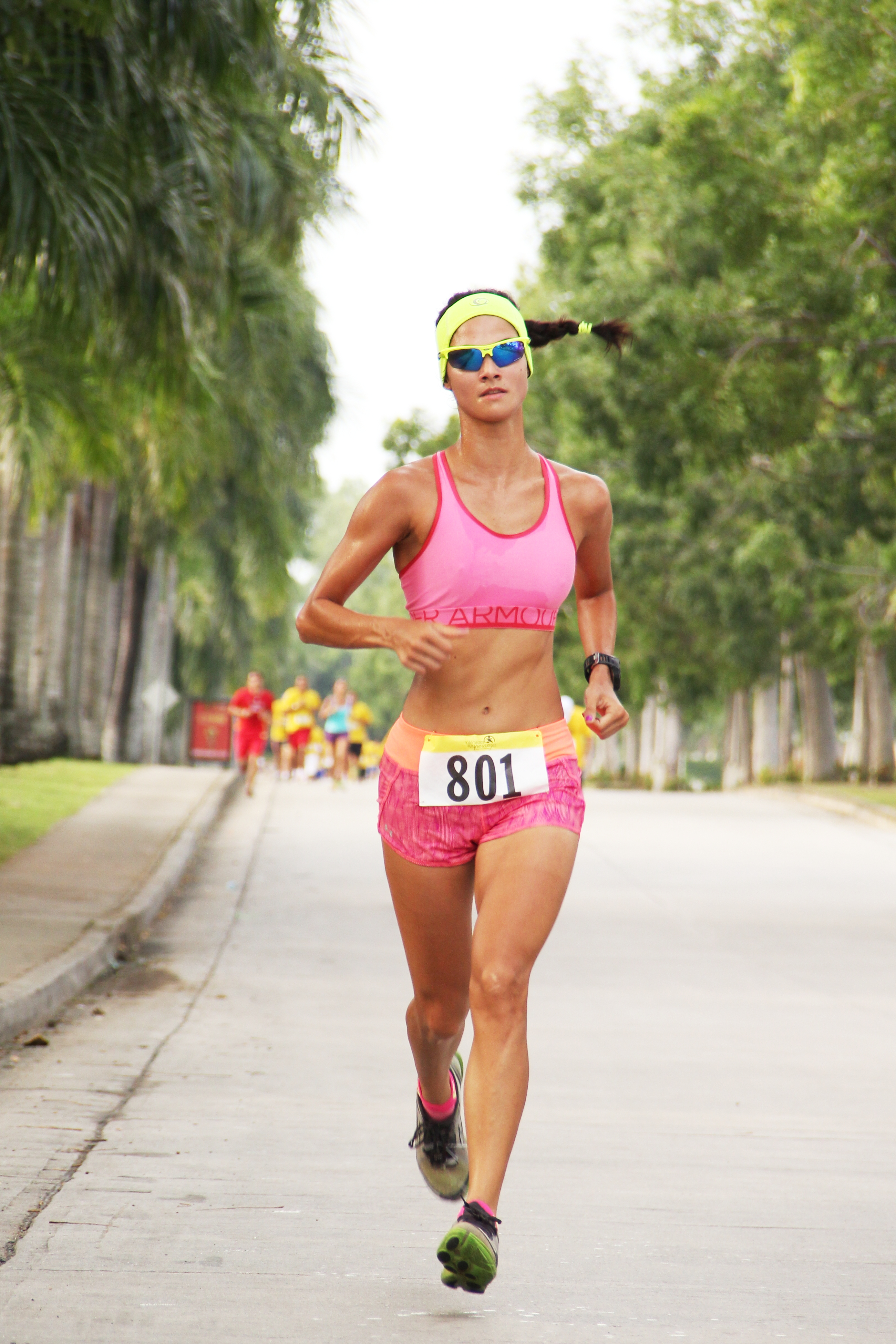
Carolina Dementiev,Señorita Panamá 2008

En 1982, nace un nuevo concurso, creado por RPC Canal 4. Fue nombrado Señorita Panamá y sus ganadoras fueron enviadas a Miss Mundo hasta 1989. En 1990, el certamen adquirió la franquicia de Miss Universo y el concurso coronó tres ganadoras: una para Miss Universo, otra para Miss Mundo y una tercera que asistiría al Srta. Hispanidad desde 1990 a 1995, Nuestra Belleza Internacional desde 1996 a 1997 y Miss Asia Pacífico desde 1998 a 2000. El tercer título fue eliminado en el 2001.
El concurso se realiza en septiembre o en los a mediados de octubre tras unos meses de eventos preliminares, en el cual las aspirantes se presentan a la prensa. En sus últimas ediciones el evento se ha llevó a cabo en el Teatro Nacional de Panamá, el Teatro Anayansi, Sheraton Hotel, pero también se ha realizado en el Figali Convention Center, teatros y hasta en el estudio "B" de Canal 13 Telemetro. Durante el periodo del Senorita Panamá, Panamá alcanzó lograr su más alto logró internacional como en Miss Universo con Justine Pasek.
En 2003, el concurso se trasladó a noviembre, por lo tanto, no había tiempo para elegir a una delegada a Miss Mundo. Stefanie de Roux y Yanela de Sedas se les ofreció la oportunidad, pero ambos declinarón debido a sus estudios. Ese año, la franquicia de Panamá fue dada a Bolivia basado en Promociones Gloria, que realizó un casting pequeño para seleccionar una delegada a Miss Mundo. La ganadora fue Ivy Ruth Ortega Coronas. Melissa Piedrahíta ganadora del título en el 2003 representó a Panamá en Miss Mundo 2004.
En 2008, el concurso cambió su nombre a Realmente Bella y se muestra en un formato de reality show que se transmitirá por Telemetro Canal con galas cada semana donde 10 jóvenes vivían juntas en un hotel y cada semana una de ellas era despedida. La ganadora compitió en el concurso de Miss Universo 2008 en Vietnam.
En 2009, el reality show se llevó a cabo de nuevo. Por primera vez en el concurso de Miss Panamá, se realizaron convocatorias iniciales, lo que resultó en un completo fracaso, ya que solo alrededor de 17 jóvenes en cuatro ciudades se presentaron. Se eligieron 10 finalistas para competir.
En la edición del 2010 el concurso retorna al antiguo formato consistente en una sola noche final de coronación como en años anteriores a cargo de una nueva empresa Organización Miss Panamá S.A.  bajo la dirección de una reina de belleza Marisela Moreno Miss Panamá Mundo 1995.

### Ganadoras
- Ganadora
- Finalista
- Semifinalista

| Año  | Ganadora                             | Título oficial                     | Concurso internacional        | Clasificación        | Notas |
| ---- | ------------------------------------ | ---------------------------------- | ----------------------------- | -------------------- | --- |
| 1982 | Lorena Moreno                        | Señorita Panamá                    | Miss Mundo                    |                      | |
| 1983 | Marissa Burgos Canalías              | Señorita Panamá                    | Miss Mundo                    | 4.ª finalista        | |
| 1984 | Ana Luisa Sedda Reyes                | Señorita Panamá                    | Miss Mundo                    |                      | - Miss Amistad |
| 1985 | Diana Esther Alfaro Arosemena        | Señorita Panamá                    | Miss Mundo                    |                      | |
| 1986 | María Lorena Orillac Giraldo         | Señorita Panamá                    | Miss Mundo                    | Semifinalista        | |
| 1987 | María Cordelia Denis Urriola         | Señorita Panamá                    | Miss Mundo                    |                      | |
| 1988 | Gabriela Deleuze                     | Señorita Panamá                    | Miss Mundo                    |                      | |
| 1989 | Gloria Stella Quintana               | Señorita Panamá                    | Miss Mundo                    |                      | - Miss Hispanidad 1989                                                                                                |
| 1990 | Liz Michelle De León Paz             | Señorita Panamá-Miss Universo      | Miss Universo                 |                      | |
| 1990 | Madelaine Leignadier Dawson          | Señorita Panamá-Miss Mundo         | Miss Mundo                    |                      | |
| 1990 | Ana Lucía Herrera                    | Señorita Panamá-Miss Hispanidad    | Miss Hispanidad               |                      | |
| 1991 | Ana Cecilia Orillac Arias            | Señorita Panamá-Miss Universo      | Miss Universo                 |                      | |
| 1991 | Malena Estela Betancourt Guillén     | Señorita Panamá-Miss Mundo         | Miss Mundo                    |                      | |
| 1991 | Janell Cosca Tovío                   | Señorita Panamá-Miss Hispanidad    | Miss Hispanidad               |                      | |
| 1992 | Giselle Amelia González Aranda       | Señorita Panamá-Miss Universo      | Miss Universo                 |                      | |
| 1992 | Michelle Marie Harrington Hasbún     | Señorita Panamá-Miss Mundo         | Miss Mundo                    |                      | |
| 1992 | Elsa Jiménez Jiménez                 | Señorita Panamá-Miss Hispanidad    | Miss Hispanidad               | Miss Hispanidad 1993 | |
| 1993 | María Sofía Velásquez Jaimes-Freyre  | Señorita Panamá-Miss Universo      | Miss Universo                 |                      | |
| 1993 | Aracelys Cogley Prestán              | Señorita Panamá-Miss Mundo         | Miss Mundo                    |                      | |
| 1993 | Taisa Reina Jaén                     | Señorita Panamá-Miss Hispanidad    | Miss Hispanidad               |                      | |
| 1994 | Michele Jeanette Sage Navarrete      | Señorita Panamá-Miss Universo      | Miss Universo 1995            |                      | |
| 1994 | Carmen Lucía Ogando Giono            | Señorita Panamá-Miss Mundo         | Miss Mundo 1994               |                      | |
| 1994 | Marilyn González                     | Señorita Panamá-Miss Hispanidad    | Miss Hispanidad               |                      | |
| 1995 | Reyna del Carmen Royo Rivera         | Señorita Panamá-Miss Universo      | Miss Universo 1996            |                      | |
| 1995 | Marisela Moreno Montero              | Señorita Panamá-Miss Mundo         | Miss Mundo 1995               |                      | |
| 1995 | Patricia de León                     | Señorita Panamá-Miss Hispanidad    | No compitió                   |                      | Fue enviada a Miss Asia Pacific 1997                                                                                  |
| 1996 | Lía Victoria Borrero González        | Señorita Panamá-Miss Universo      | Miss Universo 1997            | Finalista            | - Miss Internacional 1998                                                                                             |
| 1996 | Norma Elida Pérez Rodríguez          | Señorita Panamá-Miss Mundo         | Miss Mundo 1996               |                      | |
| 1996 | Amelie González Assereto             | Señorita Panamá-Nuestra Belleza    | Nuestra Belleza Internacional |                      | |
| 1997 | Tanisha Tamara Drummond Johnson      | Señorita Panamá-Miss Universo      | Miss Universo 1998            |                      | - Miss Caraïbes Hibiscus 1998                                                                                         |
| 1997 | Patricia Aurora Bremner Hernández    | Señorita Panamá-Miss Mundo         | Miss Mundo 1997               |                      | |
| 1997 | Iris Ávila Moreno                    | Señorita Panamá-Nuestra Belleza    | Nuestra Belleza Internacional |                      | |
| 1998 | Yamani Esther Saied Calviño          | Señorita Panamá-Miss Universo      | Miss Universo 1999            |                      | |
| 1998 | Lorena del Carmen Zagía Miró         | Señorita Panamá-Miss Mundo         | Miss Mundo 1998               |                      | |
| 1998 | Abimelec Rodríguez                   | Señorita Panamá-Miss Asia Pacífico | Miss Asia Pacífico            |                      | |
| 1999 | Analía Verónica Núñez Sagripanti     | Señorita Panamá-Miss Universo      | Miss Universo 2000            |                      | Posición 13 de las preliminares                                                                                       |
| 1999 | Jessenia Casanova Reyes              | Señorita Panamá-Miss Mundo         | Miss Mundo 1999               |                      | |
| 1999 | Marianela Salazar Guillén            | Señorita Panamá-Miss Asia Pacífico | Miss Asia Pacífico            | 1.ª finalista        | |
| 2000 | Ivette María Cordovez Usuga          | Señorita Panamá-Miss Universo      | Miss Universo 2001            |                      | |
| 2000 | Ana Raquel Ochy Pozo                 | Señorita Panamá-Miss Mundo         | Miss Mundo 2000               |                      | |
| 2000 | Adriana Roquer Hidalgo               | Señorita Panamá-Miss Asia Pacífico | Miss Asia Pacífico            |                      | |
| 2001 | Justine Lissette Pasek Patiño        | Señorita Panamá-Miss Universo      | Miss Universo 2002            | Miss Universo 2002   | |
| 2001 | Lourdes Cristina González Montenegro | Señorita Panamá-Miss Mundo         | Miss Mundo 2001               |                      | |
| 2002 | Stefanie de Roux Martín              | Señorita Panamá-Miss Universo      | Miss Universo 2003            | semifinalista        | - 4.ª finalista en Miss Tierra 2006                                                                                   |
| 2002 | Yoselín Sánchez Espino               | Señorita Panamá-Miss Mundo         | Miss Mundo 2002               |                      | |
| 2003 | Jessica Patricia Rodríguez Clark     | Señorita Panamá-Miss Universo      | Miss Universo 2004            |                      | - Mejor Traje Nacional                                                                                                |
| 2003 | Melissa Piedrahíta Meléndez          | Señorita Panamá-Miss Mundo         | Miss Mundo 2004               |                      | - Top 20 Belleza Playera                                                                                              |
| 2004 | Rosa María Hernández Cedeño          | Señorita Panamá-Miss Universo      | Miss Universo 2005            |                      | |
| 2005 | María Alessandra Mezquita Lapadula   | Señorita Panamá-Miss Universo      | Miss Universo 2006            |                      | |
| 2005 | Anna Isabella Vaprio Medaglia        | Señorita Panamá-Miss Mundo         | Miss Mundo 2005               |                      | |
| 2006 | Giselle Marie Bissot Kieswetter      | Señorita Panamá-Miss Mundo         | Miss Mundo 2006               |                      | - Top 25 Belleza Playera. Giselle Bissot declinó su participación en Miss Universo debido a su estudios.              |
| 2007 | no concursó                          |                                    |                               |                      | - Sorangel Matos, 1.ª Finalista del certamen del 2006, fue designada para representar a Panamá en Miss Universo 2007. |
| 2010 | Anyolí Amorette Ábrego Sanjur        | Señorita Panamá-Miss Universo      | Miss Universo 2010            |                      | |

## Realmente Bella Señorita Panamá
En 2008, un nuevo equipo de producción se hizo cargo del concurso, calificándolo de "Realmente Bella" y la transformación del concurso de belleza en un reality show. Este espectáculo tuvo galas semanales donde los concursantes participaron en desafíos especiales para elevar el nivel de la competencia. En 2009, el concurso se convirtió en una ventana pública a la que las participantes fueron humillados en la televisión nacional, empañando la imagen del concurso de belleza.[cita requerida] El nombre del concurso fue dañado por lo que este reality show fue cancelado inmediatamente después de la final de 2009.
Dos ediciones se llevaron a cabo Realmente Bella Señorita Panamá 2008 y Realmente Bella Señorita Panamá 2009.
| Año  | Ganadora                     | Título oficial                  | Estado        | Concurso Internacional | Clasificación | Notas                                                                            |
| ---- | ---------------------------- | ------------------------------- | ------------- | ---------------------- | ------------- | -------------------------------------------------------------------------------- |
| 2008 | Carolina Dementiev Justavino | Realmente Bella Señorita Panamá | Panamá Centro | Miss Universo 2008     |               |                                                                                  |
| 2009 | Diana Patricia Broce Bravo   | Señorita Panamá - Miss Universo | Los Santos    | Miss Universo 2009     |               | - Mejor Traje Nacional                                                           |
| 2009 | Nadege Helena Herrera        | Señorita Panamá - Miss Mundo    | Panamá Centro | Miss Mundo 2009        | 5.ª finalista | - 1.ª Finalista Belleza de Playa, Top 12 Top Model, Top 12 vestido de diseñador. |

## Señorita Panamá (2016 al presente)

### Historia
A partir del mes de abril de 2016, el empresario y periodista panameño César Anel Rodríguez se convierte en el propietario de la licencia para elegir a la nueva reina que representa a los panameños en Miss Universo, así como las representantes de Miss Internacional, Miss Supranacional, Miss Grand Internacional, Miss Continentes Unidos y Reina Hispanoamericana. De 2015 a 2018 se seleccionó a la representante al Miss Tierra y de 2016 a 2018 al Miss Mundo, de 2016 a 2021 al Miss Universo y de 2019 a 2021 a Miss Grand Internacional. A partir del 2024 la organización obtiene nuevamente las licencias de Miss Universo y Miss Supranacional.

### Ganadoras
- Ganadora
- Finalista
- Semifinalista

| Año  | Ganadora                              | Título oficial                         | Estado            | Concurso Internacional        | Clasificación          | Nota |
| ---- | ------------------------------------- | -------------------------------------- | ----------------- | ----------------------------- | ---------------------- | --- |
| 2016 | Keity Drennan Britton                 | Señorita Panamá 2016                   | Panamá Centro     | Miss Universo 2016            | Top 13                 | |
| 2016 | Alessandra Camila Bueno Fontaine      | Señorita Panamá Mundo                  | Panamá Centro     | Miss Mundo 2016               |                        | - Top 24 en Belleza con Propósito Top 24 en Miss Mundo Deportes & Fitness                                                                      |
| 2016 | Virginia Isabel Hernández Milachay    | Señorita Panamá Tierra                 | Panamá Centro     | Miss Tierra 2016              |                        | |
| 2016 | Jhasmeiry Cristina Herrera Evans      | Señorita Panamá Reina Hispanoamericana | Colón             | Reina Hispanoamericana 2016   |                        | |
| 2016 | Rita Marianne Silvestre Mogollón      | Señorita Panamá Continentes Unidos     | Panamá Centro     | Miss Continentes Unidos 2016  | 5.ª Finalista/Top 6    | |
| 2017 | Laura Sofía de Sanctis Natera         | Señorita Panamá 2017                   | Contadora         | Miss Universo 2017            |                        | - Miss Simpatía |
| 2017 | Julianne Brittón                      | Señorita Panamá Mundo                  | Taboga            | Miss Mundo 2017               |                        | - Top 30 en Miss Mundo Top Model |
| 2017 | Darelys Yahel Santos Domínguez        | Señorita Panamá Internacional          | Panamá Norte      | Miss Internacional 2017       | Top 15                 | |
| 2017 | Erika Parker                          | Señorita Panamá Tierra                 | Colón             | Miss Tierra 2017              |                        | |
| 2018 | Rosa Iveth Montezuma Montero          | Señorita Panamá 2018                   | Comarcas          | Miss Universo 2018            |                        | |
| 2018 | Solaris De la Luna Barba Cañizales    | Señorita Panamá Mundo                  | Herrera           | Miss Mundo 2018               | Top 12                 | - Miss Mundo América Top 18 en Miss Mundo Talento Top 32 en Miss Mundo Top Model Top 24 en Miss Mundo Deportes Top 12 en Belleza con Propósito |
| 2018 | Shirel Joan Ortiz Aparicio            | Señorita Panamá Internacional          | Panamá Centro     | Miss Internacional 2018       |                        | |
| 2018 | Diana Lemos Lee                       | Señorita Panamá Tierra                 | Isla San José     | Miss Tierra 2018              |                        | |
| 2019 | Mehr Eliezer                          | Señorita Panamá 2019                   | Flamenco          | Miss Universo 2019            |                        | |
| 2019 | Betzaida Rodríguez                    | Señorita Panamá Internacional          | Los Santos        | Miss Internacional 2019       |                        | |
| 2019 | Carmen Drayton                        | Señorita Panamá Grand                  | Portobelo         | Miss Grand Internacional 2019 | 3.ª Finalista/Top 5    | - Best in Swimsuit |
| 2019 | Linette Marie Clément                 | Señorita Panamá Reina Hispanoamericana | Isla del Rey      | Reina Hispanoamericana 2019   |                        | |
| 2019 | Carmen Isabel Jaramillo Velarde       | Señorita Panamá Continentes Unidos     | Panamá Este       | Miss Continentes Unidos 2019  | Semifinalista/Top 10   | |
| 2020 | Carmen Isabel Jaramillo Velarde       | Señorita Panamá 2020                   | Panamá Oeste      | Miss Universo 2020            |                        | |
| 2020 | Valeria Estefanía Franceschi Alvarado | Señorita Panamá Internacional          | Panamá Centro     | Miss Internacional 2022       | No compitió            | |
| 2020 | Angie Keith                           | Señorita Panamá Grand                  | Bocas del Toro    | Miss Grand Internacional 2020 | Top 20                 | - Top 10 National Costume |
| 2020 | Darelys Yahel Santos Domínguez        | Señorita Panamá Supranational          | Panamá Norte      | Miss Supranacional 2021       | Top 24                 | |
| 2021 | Brenda Andrea Smith Lezama            | Señorita Panamá 2021                   | Panamá Centro     | Miss Universo 2021            | Top 16 - Semifinalista | |
| 2021 | Cecilia Del Carmen Medina             | Señorita Panamá Supranational          | Casco Antiguo     | Miss Supranacional 2022       |                        | |
| 2021 | Katheryn Giselle Yejas Riaño          | Señorita Panamá Grand                  | Taboga            | Miss Grand Internacional 2022 | No compitió            | |
| 2022 | Ivis Nicole Snyder                    | Señorita Panamá 2022                   | Los Santos        | Miss Internacional 2022       |                        | |
| 2023 | Linette Marie Clément Marciaga        | Señorita Panamá 2023                   | Isla del Rey      | Miss Internacional 2023       | Top 15 - Semifinalista | |
| 2024 | Italy Johan Peñaloza Mora             | Señorita Panamá 2024                   | Riviera del Canal | Miss Universo 2024            | Descalificada          | |
| 2024 | TBA                                   | Señorita Panamá Internacional          | TBA               | Miss Internacional 2024       | TBA                    | |

## Otros concursos

### Miss Universo Panamá
En el 2022 la Organización Señorita Panamá perdió el derecho de escoger la representante a Miss Universo. Ricardo Canto adquiere los derechos del título "Miss Universe Panamá" creando un nuevo concurso que seleccionará por separado a la representante a Miss Universe. En 2023, la organización vuelve a llamarse Miss Panamá una vez más.

### Ganadoras
- Ganadora
- Finalista
- Semifinalista

| Año  | Ganadora                           | Título oficial            | Estado  | Concurso Internacional | Clasificación | Nota                                                                        |
| ---- | ---------------------------------- | ------------------------- | ------- | ---------------------- | ------------- | --------------------------------------------------------------------------- |
| 2022 | Solaris De la Luna Barba Cañizales | Miss Universe Panamá 2022 | Herrera | Miss Universo 2022     | -             | Señorita Panamá Mundo 2018, Top 12 de Miss Mundo 2018 y Miss Mundo América. |

### Miss World Panamá

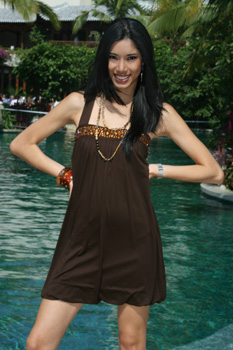
Shey Ling Him, Miss World Panamá 2007

En 2003, Corporación MEDCOM, que era propietaria de los derechos de Miss Mundo, no pudo presentar un concurso a tiempo para seleccionar a un representante para Miss Mundo 2003 en Sanya. Por lo tanto, la Organización Miss Mundo se comunicó con Promociones Gloria en Bolivia para ayudar a seleccionar un participante; Pudieron conseguir una concursante de Tania Hyman Models and Talents solo para ese año, llamada Ivy Ruth Ortega Coronas.
En 2007, la agencia Panamá Talents, los organizadores del Míster Panamá, obtuvo la franquicia de Miss Mundo. Se organizó un concurso pequeño llamado «Miss Mundo Panamá», de 2007. En 2008, nombraron a la primera finalista del concurso del 2007 para representar a Panamá, pero no pudo viajar a Johannesburgo debido a problemas de visa. Por lo tanto Panamá no estuvo representada en Miss Mundo 2008.
En 2009, la Corporación Medcom, una vez se encarga de elegir la representante de Panamá para Miss Mundo en la 2 ª temporada del reality show «Realmente Bella». Una de las dos coronas se dará por el representante de Miss Mundo.
En el 2010 una nueva organización tiene la franquicia de Miss Mundo en un concurso de llamado «Miss Mundo Panamá» solo para este año.
De 2011 a 2015, la licencia de Miss Mundo fue otorgada a Marisela Moreno de la Organización Miss Panamá. Después de la disolución del certamen Miss Panamá, Miss World otorgó la licencia al productor de eventos Edwin Domínguez, quien tuvo un acuerdo con Señorita Panamá por tres años (2016-2018).
Para 2019, la franquicia Miss Mundo vuelve a ser independiente y la ganadora será escogida mediante un nuevo certamen.

#### Ganadoras
| Año  | Ganadora                        | Título oficial    | Estado         | Concurso internacional | Clasificación | Notas                                                                                        |
| ---- | ------------------------------- | ----------------- | -------------- | ---------------------- | ------------- | -------------------------------------------------------------------------------------------- |
| 2003 | Ivy Ruth Ortega Coronas         | Miss World Panamá | Panamá Centro  | Miss Mundo 2003        |               |                                                                                              |
| 2007 | Shey Ling Him                   | Miss World Panamá | Coclé          | Miss Mundo 2007        |               |                                                                                              |
| 2008 | Kathia Kathiuska Saldaña Ortega | Miss World Panamá | Panamá Centro  |                        |               | - 4.ª Finalista, Realmente Bella 2008. No compitió en Miss Mundo debido a problemas de visa. |
| 2010 | Paola Vaprio Medaglia           | Miss World Panamá | Panamá Centro  | Miss Mundo 2010        |               |                                                                                              |
| 2019 | Agustina Ruíz Arrechea          | Miss World Panamá | Herrera        | Miss Mundo 2019        |               |                                                                                              |
| 2020 | Krysthelle Barretto Reichlin    | Miss World Panamá | Panamá Centro  | Miss Mundo 2021        |               |                                                                                              |
| 2022 | Kathleen Pérez Coffre           | Miss World Panamá | Bocas del Toro | Miss Mundo 2023        |               |                                                                                              |
| 2023 | Karol Esther Rodríguez          | Miss World Panamá | Panamá Norte   | Miss Mundo 2024        |               |                                                                                              |

### Miss Panamá International
Algunas delegadas de Panamá, fueron designadas para representar a Panamá en Miss Internacional (titulado oficialmente el certamen de belleza internacional) de 1960 a 2003. La primera delegada panameña en Miss Internacional, fue Ángela María Alcobé, enviada en 1961.

#### Representantes
- Ganadora
- Finalista
- Semifinalista

| Año  | Ganadora                       | Estado        | Clasificación en Miss Internacional | Nota                              |
| ---- | ------------------------------ | ------------- | ----------------------------------- | --------------------------------- |
| 1961 | Ángela María Alcové            | Herrera       | Semifinalista                       |                                   |
| 1962 | Ana Cecilia Maruri             | Panamá Centro | 2.ª finalista                       |                                   |
| 1963 | Mariela Aguirre                |               |                                     |                                   |
| 1964 | Gloria María Navarrete         |               |                                     |                                   |
| 1965 | Silvia García                  |               |                                     |                                   |
| 1971 | Betzabé Delgado                |               |                                     |                                   |
| 1984 | Vielka Mariana Marciac         |               | 4.ª finalista                       | - Miss Elegancia                  |
| 1985 | Diana Marina Lau               | Darien        |                                     |                                   |
| 1986 | Nidia Esther Pérez             |               |                                     |                                   |
| 1987 | Amarilis Aurelia Sandoval      | Los Santos    |                                     |                                   |
| 1988 | Xelmira del Carmen Tristán     |               |                                     |                                   |
| 1989 | Jenia Mayela Nenzen            | Panamá Centro |                                     |                                   |
| 1990 | Ángela Patricia Vergara        |               |                                     |                                   |
| 1991 | Jessica Inés Lacayo            |               |                                     |                                   |
| 1992 | Lizbeth del Carmen Achurra     |               |                                     |                                   |
| 1993 | Ismenia Isabel Velásquez       |               |                                     |                                   |
| 1994 | Dinora Acevedo González        | Los Santos    |                                     |                                   |
| 1995 | Lorena Hernández Montero       |               |                                     |                                   |
| 1996 | Betzy Janethe Achurra          |               |                                     |                                   |
| 1998 | Lía Victoria Borrero González  | Los Santos    | Miss Internacional 1998             | - Finalista en Miss Universo 1997 |
| 1999 | Blanca Elena Espinosa Tuffolon |               |                                     |                                   |
| 2000 | Cristina Marie Sousa Broce     |               |                                     |                                   |
| 2002 | Cristina Herrera               | Los Santos    |                                     |                                   |

### Miss Internacional Panamá

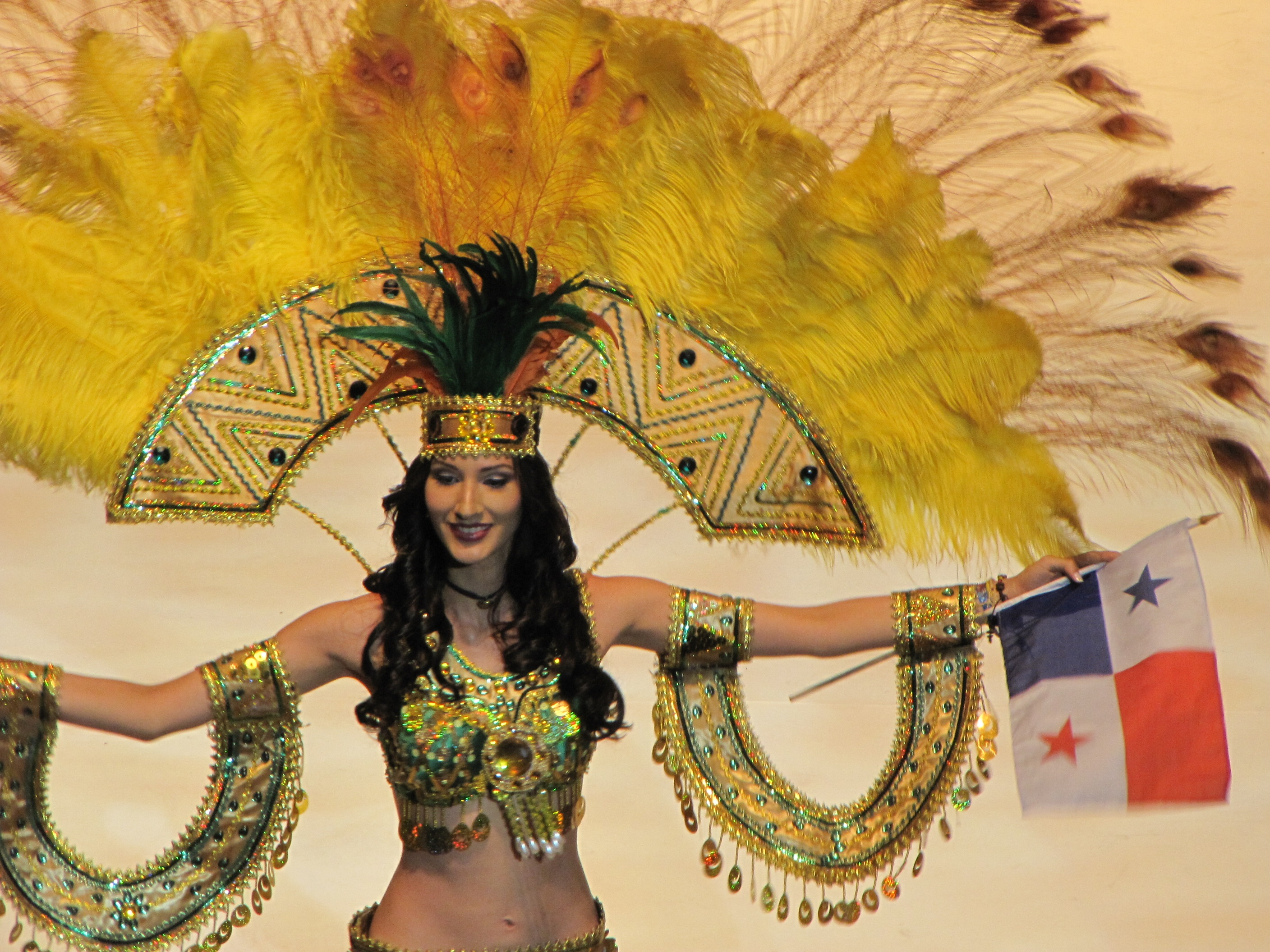
Karen Jordán, Miss Internacional Panamá 2012

Nace en 2004, este concurso se encarga de enviar a las ganadoras al concurso Miss Internacional en Japón. Tania Hyman's Models and Talents organizó el concurso de 2004 a 2014. En el 2009, el concurso Miss Internacional Panamá se fusiona con el nuevo concurso llamado Bellezas Panamá bajo la dirección de Tania Hyman. De 2015 a 2016 otra organización designó a las ganadoras y desde 2017 dicho título se entrega en el concurso Señorita Panamá.

#### Ganadoras
- Ganadora
- Finalista
- Semifinalista

| Año  | Ganadora                          | Título oficial            | Estado        | Clasificación    | Notas                                                            |
| ---- | --------------------------------- | ------------------------- | ------------- | ---------------- | ---------------------------------------------------------------- |
| 2004 | Anabella Hale Ruíz                | Miss International Panamá | Panamá Oeste  |                  |                                                                  |
| 2005 | Lucía Graciela Matamoros          | Miss International Panamá | Panamá Centro |                  |                                                                  |
| 2006 | Mayte Sánchez González            | Miss International Panamá | Panamá Centro | 1.ª Finalista    | - Mejor Traje Nacional /4.ª Finalista en el Señorita Panamá 2004 |
| 2007 | Stephanie Araúz Shaw              | Miss International Panamá | Panamá Centro |                  |                                                                  |
| 2008 | Alejandra Felicia Arias Rivera    | Miss International Panamá | Panamá Centro |                  |                                                                  |
| 2009 | Joyce Fátima Marie Jacobi Samudio | Miss International Panamá | Chiriquí      | Top 15 Finalista |                                                                  |
| 2010 | Michelle Ostler Cosme             | Miss International Panamá | Panamá Centro |                  |                                                                  |
| 2011 | Keity Mendieta Britton            | Miss International Panamá | Panamá Centro | 4.ª Finalista    | - Virreina en el Miss Panamá 2011 y Señorita Panamá 2016         |
| 2012 | Karen Elena Jordán Beitia         | Miss International Panamá | Chiriquí      |                  |                                                                  |
| 2013 | Betzy Del Carmen Madrid           | Miss International Panamá | Panamá Centro |                  |                                                                  |
| 2014 | Aileen Haydee Bernal Ardines      | Miss International Panamá | Los Santos    | Top 10 Finalista |                                                                  |
| 2015 | Jhasmeiry Herrera Evans           | Miss International Panamá | Colón         |                  |                                                                  |
| 2016 | Daniela Ochoa Barragán            | Miss International Panamá | Panamá Centro |                  |                                                                  |
| 2017 | Darelys Yahel Santos Domínguez    | Miss International Panamá | Panamá Norte  | Top 15           |                                                                  |
| 2018 | Shirel Joan Ortiz Aparicio        | Miss International Panamá | Panamá Centro |                  |                                                                  |
| 2019 | Betzaida Rodríguez                | Miss International Panamá | Los Santos    |                  |                                                                  |
| 2022 | Ivis Nicole Snyder                | Miss International Panamá | Los Santos    |                  |                                                                  |
| 2023 | Linette Marie Clément Marciaga    | Miss International Panamá | Isla del Rey  | Top 15           |                                                                  |

### Miss Tierra Panamá
La agencia para modelos Physical Modelos fue dueña de la franquicia del Miss Tierra para los años de 2002 al 2007. Tania Hyman's Models and Talents adquiere la franquicia en el 2001 y la vuelve adquirir desde el año 2008 al 2014. Dicha franquicia perteneció a la Agencia de Comunicaciones Integradas GRUPO PRODUCER, propiedad del empresario César Anel Rodríguez, quienes en el 2015 realizan un concurso en alianza con el canal de televisión Nex TV y desde 2016 hasta 2018 dicho título se entregó en el concurso Señorita Panamá. De 2019 a 2020, la franquicia es propiedad del certamen Miss Earth Panamá bajo la dirección de Diana Lemos Lee. En 2021 la franquicia es adquirida por Marlon Polo. De 2022 a 2023 Panameña Universal org. adquirió la franquicia. La Ganadora recibe el título oficial de Miss Earth Panamá.

#### Ganadoras
- Ganadora
- Finalista
- Semifinalista

| Año  | Ganadora                               | Título oficial     | Representación | Clasificación      | Notas                  |
| ---- | -------------------------------------- | ------------------ | -------------- | ------------------ | ---------------------- |
| 2001 | Aliana Yaneth Khan Zambrano            | Miss Tierra Panamá | Panamá Centro  |                    |                        |
| 2002 | Carolina Miranda                       | Miss Tierra Panamá | Bocas del Toro |                    |                        |
| 2003 | Jessica Doralis Segui Barrios †(2010). | Miss Tierra Panamá | Los Santos     |                    | - Mejor Traje Nacional |
| 2004 | Ingrid Ivana González Caballero        | Miss Tierra Panamá | Veraguas       |                    | No participó           |
| 2005 | Rosemary Isabel Suárez Macharek        | Miss Tierra Panamá | Panamá Centro  |                    |                        |
| 2006 | Stefanie de Roux Martín                | Miss Tierra Panamá | Panamá Centro  | Finalista (top 8). |                        |
| 2007 | Nadege Helena Herrera Vásquez          | Miss Tierra Panamá | Panamá Centro  |                    | No participó           |
| 2008 | Shassia Ubillús Falcon                 | Miss Tierra Panamá | Panamá Centro  |                    | - Mejor Traje Nacional |
| 2009 | Geraldine Higuera                      | Miss Tierra Panamá | Panamá Oeste   |                    |                        |
| 2010 | Nicole Morrell                         | Miss Tierra Panamá | Panamá Centro  |                    |                        |
| 2011 | Marelissa Him Betancourt               | Miss Tierra Panamá | Panamá Centro  |                    |                        |
| 2012 | Ana Lorena Ibáñez Carles               | Miss Tierra Panamá | Coclé          |                    |                        |
| 2013 | Johanna Batista                        | Miss Tierra Panamá | Panamá Centro  |                    |                        |
| 2014 | María De Lourdes Gallimore Campos      | Miss Tierra Panamá | Panamá Centro  |                    |                        |
| 2015 | Carmen Isabel Jaramillo Velarde        | Miss Tierra Panamá | Panamá Oeste   |                    |                        |
| 2016 | Virginia Isabel Hernández Milachay     | Miss Tierra Panamá | Panamá Centro  |                    |                        |
| 2017 | Erika Enith Parker                     | Miss Tierra Panamá | Colón          |                    |                        |
| 2018 | Diana Lemos Lee                        | Miss Tierra Panamá | Isla San José  |                    |                        |
| 2019 | Marianna Fuentes Pereira               | Miss Tierra Panamá | Panamá Centro  |                    |                        |
| 2020 | Anayansi Cristel De Gracia             | Miss Tierra Panamá | Chiriquí       | Top 20             |                        |
| 2021 | Jillyan Aleida Chue Rodríguez          | Miss Tierra Panamá | Colón          |                    |                        |
| 2022 | Valerie Clairisse Solís Valderrama     | Miss Tierra Panamá | Panamá Centro  |                    |                        |
| 2023 | Nicole Castillero                      | Miss Tierra Panamá | Coclé          |                    | No participó           |

### Miss Supranacional Panamá
Miss Supranacional es un concurso de belleza organizado por el grupo World Beauty Association (WBA), S.A. En 2009, la organización estableció el concurso internacional es en Polonia. En Panamá la organización Miss Supranational Panamá se encarga de elegir a la ganadora de dicho certamen nacional, no hacen certamen de belleza, solo hicieron un certamen en donde ganó Lidia Mc Nulty, las otras representantes van por invitación y en su mayoría son escogidas de a dedo después de que termina el Concurso Nacional de La Belleza MISS PANAMA y de allí se escoge a aquella con mejor perfil para este certamen, que no quedó entre las ganadoras del certamen Miss Panamá. De 2015 a 2018 Elissa Estrada fue la directora encargada de seleccionar la representante para dicho certamen y en 2019 Keythlin Saavedra. De 2020 a 2022 dicho título se entregó en el concurso Señorita Panamá.

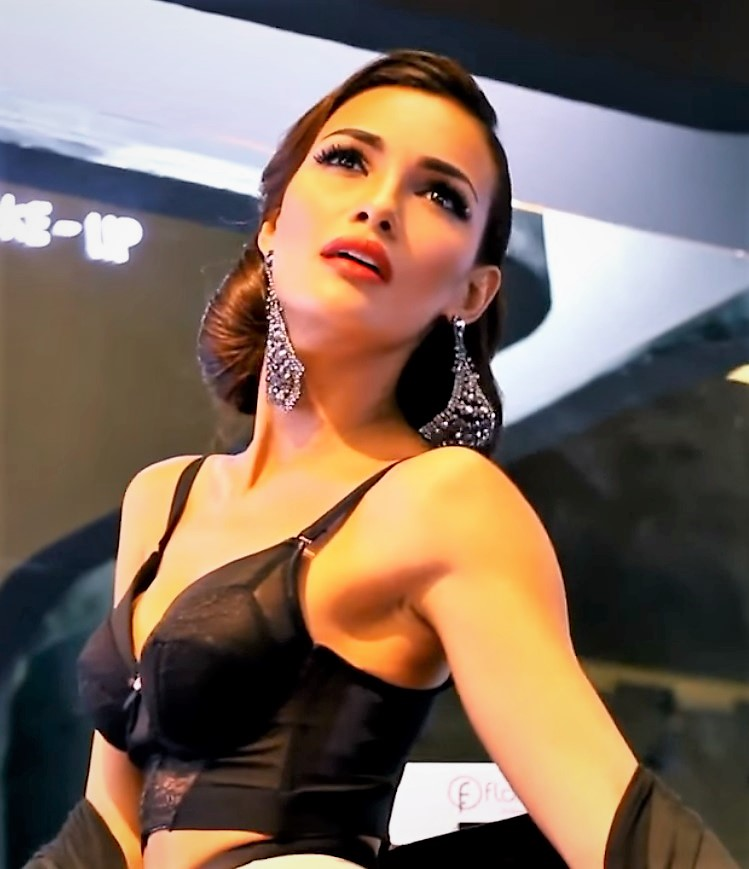
Karina Pinilla, Miss Supranacional Panamá 2010 y Miss Supranacional 2010

#### Ganadoras
- Ganadora
- Finalista
- Semifinalista

| Año  | Ganadoras                      | Título oficial            | Representó    | Clasificación           | Notas                                                                          |
| ---- | ------------------------------ | ------------------------- | ------------- | ----------------------- | ------------------------------------------------------------------------------ |
| 2009 | Silvia Oneida Acosta           | Miss Supranational Panamá | Panamá Centro |                         |                                                                                |
| 2010 | Karina Pinilla Corro           | Miss Supranational Panamá | Herrera       | Miss Supranacional 2010 | - Mejor Traje Nacional                                                         |
| 2011 | Lidia Elena McNulty Espino     | Miss Supranational Panamá | Los Santos    | Semifinalista (Top 20). |                                                                                |
| 2012 | Elissa Estrada Torrealba       | Miss Supranational Panamá | Panamá Oeste  | Semifinalista (Top 20). | - Reina de América                                                             |
| 2013 | Yinela Yohan Yero Torres       | Miss Supranational Panamá | Herrera       |                         |                                                                                |
| 2014 | Allison Gabriela Mariche       | Miss Supranational Panamá | Panamá Centro |                         |                                                                                |
| 2015 | Angie Keith                    | Miss Supranational Panamá | Panamá Centro | Semifinalista (Top 10). | - Reina de América                                                             |
| 2016 | Leydis González                | Miss Supranational Panamá | Darién        | Semifinalista (Top 25)  |                                                                                |
| 2017 | Karol Dayana Batista Gómez     | Miss Supranational Panamá | Los Santos    |                         | - Mejor Traje Nacional                                                         |
| 2018 | Keythlin Saavedra              | Miss Supranational Panamá | Panamá Centro |                         | - Mejor Traje Nacional                                                         |
| 2019 | Krysthelle Barreto Reichlin    | Miss Supranational Panamá | Chiriquí      | Semifinalista (Top 10)  | - Top 2 Traje Nacional                                                         |
| 2021 | Darelys Yahel Santos Domínguez | Miss Supranational Panamá | Panamá Norte  | Semifinalista (Top 24)  | - 3.er lugar en Go Cars - Miss SUPRA Top Model AMÉRICAS - Miss SUPRA Top Model |
| 2022 | Cecilia Del Carmen Medina      | Miss Supranational Panamá | Casco Antiguo |                         |                                                                                |
| 2023 | Jillyan Aleida Chue Rodríguez  | Miss Supranational Panamá | Colón         |                         |                                                                                |
| 2024 | Samantha Anne Jones Ortega     | Miss Supranational Panamá | Panamá Centro |                         |                                                                                |

### Miss Grand Panamá
Miss Grand Panamá es escogida para representar al país en el certamen Miss Grand International con base en Tailandia, que inició en 2013 (Panamá no participó en esta edición).  Desde 2016 hasta 2018 esta franquicia fue representada por "Reinas y Misters de Panamá" organizada por el empresario José Sosa Roner. Del 2019 a 2021 dicho título se entregó en el concurso Señorita Panamá.  A partir del 2022 el grupo Chass Panamá se encarga de seleccionar la representante. 

#### Ganadoras
- Ganadora
- Finalista
- Semifinalista

| Año  | Ganadoras                      | Título oficial    | Representó     | Clasificación | Notas                                          |
| ---- | ------------------------------ | ----------------- | -------------- | ------------- | ---------------------------------------------- |
| 2013 | No participó                   | Miss Grand Panamá |                |               |                                                |
| 2014 | Carmen Librada De Gracia       | Miss Grand Panamá | Los Santos     |               |                                                |
| 2015 | María de los Ángeles Suárez    | Miss Grand Panamá | Chiriquí       |               |                                                |
| 2016 | Selena Gómez Santamaria        | Miss Grand Panamá | Colón          |               |                                                |
| 2017 | Andrea Torres                  | Miss Grand Panamá | Veraguas       |               | - Top 20 – Mejor Traje Nacional                |
| 2018 | Gabriela Mornhinweg            | Miss Grand Panamá | Panamá Centro  |               | - Top 20 – Mejor Traje Nacional                |
| 2019 | Carmen Drayton                 | Miss Grand Panamá | Portobelo      | 3.ª Finalista | - Top 20 – Mejor Traje Nacional - Mejor Cuerpo |
| 2020 | Angie Keith                    | Miss Grand Panamá | Bocas del Toro | Top 20        |                                                |
| 2021 | Katie Nairobi Caicedo Richards | Miss Grand Panamá | Panamá Centro  |               |                                                |
| 2022 | Laura Sofía de Sanctis Natera  | Miss Grand Panamá | Panamá Centro  |               |                                                |
| 2023 | Julia Marina Leong             | Miss Grand Panamá | Panamá Oeste   |               |                                                |
| 2024 | Yanelys Aideé Bergantiño Olave | Miss Grand Panamá | Veraguas       |               |                                                |